# David Morse
David Morse (Hamilton, Massachusetts, 11 de Outubro de 1953) é um ator norte-americano.

## Biografia
David Morse é  filho de Jacquelyn (professora) e de  Charles Morse (encarregado de vendas). Tem três irmãs. Casou-se com Susan Duff a 19 de junho de 1982. O casal teve três filhos e reside atualmente em Filadélfia, Pensilvânia.

## Carreira
Começou a trabalhar com um grupo de teatro na sua terra natal até que  se mudou para Nova Iorque para estudar interpretação. Em 1980, fez a sua estreia no drama de Richard, em Inside Moves, onde era o grande dependente de um bar que inesperadamente apenas queria receber uma grande equipa de basquetebol, esquecendo-se de seus vizinhos de  antigamente. Outros actores desse filme foram John Savage e Diana Scarwid.
Em 1982, tornou-se conhecido ao interpretar o papel de um compassivo médico que trabalhava num hospital público na série de televisiva St. Elsewhere, onde esteve até 1988. Outros actores dessa série foram: Ronny Cox, Ed Begley Jr., Bruce Greenwood, Mark Harmon, Terence Knox, Denzel Washington, Chad Allen, Edward Herrmann, Helen Hunt e Alfred Woodard.
No thriller televisivo Six Against the Rock (1996) foi um dos seis prisioneiros que durante oito anos preparavam a sua fuga da Ilha de Alcatraz. Outros atores desse filme foram David Carradine, Richard A. Dysart, Dennis Farina e Jan-Michael Vincent. Morse tem continuando até hoje a trabalhar (2008) em inúmeras películas (consultar: filmografia) abaixo

## Filmografia
- Inside Moves (1980)  –  Jerry Maxwell
- St. Elsewhere (1982) (série televisiva)  –  Dr. Jack Morrison
- O Protótipo (1983) (filme televisivo) - Michael
- Brotherhood of the Rose (1989) (minissérie) - Chris\Remus
- Desperate Hours (1990)
- The Indian Runner (1991)  –  Joe
- Reasonable Doubts no episódio  Moment of Doubt (1992) - Edward Durrell
- The Good Son (1993)  –  Jack
- SeaQuest DSV (1992) (série televisiva)  –  Lenny Sutter
- The Getaway (1994)  –  Jim Deer Jackson
- The Langoliers (1995)  (filme televisivo)  –  Comandante Brian Engle
- Twelve Monkeys (1995)  –  Dr. Peters
- The Crossing Guard (1995)
- Madeline (1995) (série televisiva)  –  Pepito
- The Rock (1996)  –  Major Tom Baxter
- Extreme Measures (1996)  –  Agent Frank Hare
- The Long Kiss Goodnight (1996)  –  Luke/Daedalus
- Contact (1997)  –  Ted Arroway
- The Negotiator (1998)  –  Adam Beck
- Crazy in Alabama (1999)  –  Dove Bullis
- The Green Mile (1999)  –  Brutus "Brutal" Howell
- Proof of Life (2000)   –  Peter
- Dancer in the Dark (2000)  –  Bill Houston
- Bait (2000)  –  Edgar Clenteen
- Hearts in Atlantis (2001)  –  Bobby Garfield adulto
- Double Vision (2002)  –  Kevin Richter
- Hack (2002) (série televisiva)  –  Mike Olshansky
- The Slaughter Rule (2002)  –  Gideon 'Gid' Ferguson
- Down in the Valley (2005)  –  Wade
- Nearing Grace (2005)  –  Shep Nearing
- Dreamer: Inspired by a True Story (2005)  –  Everett Palmer
- 16 Blocks (2006)  –  Frank Nugent
- House, M.D (2006) (TV séries)  –  Michael Tritter
- A.W.O.L. (2007)  –  Major Cliff Marquette
- Hounddog (2007)  –  Daddy
- Paranóia (2007)  –  Sr. Robert Turner
- Passengers (2008)
- John Adams  (2008) - George Washington
- The Hurt Locker (2009)  –  Coronel Reed
- Conspiração Xangai (2010)  –  Richard Astor
- Drive Angry (2011) – Webster
- World War Z (2013) – Ex-Agente da CIA
- Concussion (2015) - Mike Webster